# Vlajka Altajského kraje

Vlajka Altajského kraje
Poměr stran: 1:2

Vlajka Altajského kraje, jednoho z krajů Ruské federace, je tvořena červeným listem o poměru stran 1:2 s modrým, žerďovým pruhem o šířce 1/6 délky vlajky. Uprostřed modrého pruhu je žlutý, stylizovaný, pšeničný klas, uprostřed červené části je znak kraje.
Vzorem pro vlajku byla vlajka RSFSR z let 1954–1991. Červená barva symbolizuje (dle úředního popisu v příslušných zákonech) důstojnost, statečnost a odvaha, modrá vznešenost a klasy symbolizuje zemědělství, hlavní odvětví krajské ekonomiky.

## Historie
Altajský kraj vznikl 28. září 1937, součástí byla i Ojrotská autonomní oblast – od 7. května 1992 Altajská republika. V sovětské éře kraj neužíval žádnou vlajku. Vlajka kraje byla schválena usnesením Rady lidových poslanců  č. 210 z 4. července 2000 v zákoně Altajského kraje č. 37-ZS O vlajce Altajského kraje. 6. července zákon podepsal první zástupce nejvyššího představitele Administrace kraje, N. A. Čertovoj.

Vlajka Altajské republiky Poměr stran: 1:2

## Vlajky rajónů Altajského kraje

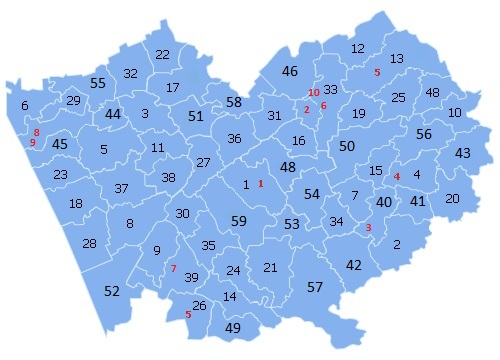
Administrativní členění Altajského kraje

Altajský kraj se člení na 10 krajských měst (okruhů) a 59 rajónů. Seznam vlajek není kompletní.
Města

Barnaul (02) Poměr stran: 2:3
Belokuricha (03) Poměr stran: 2:3
Jarovoe (09) Poměr stran: 2:3
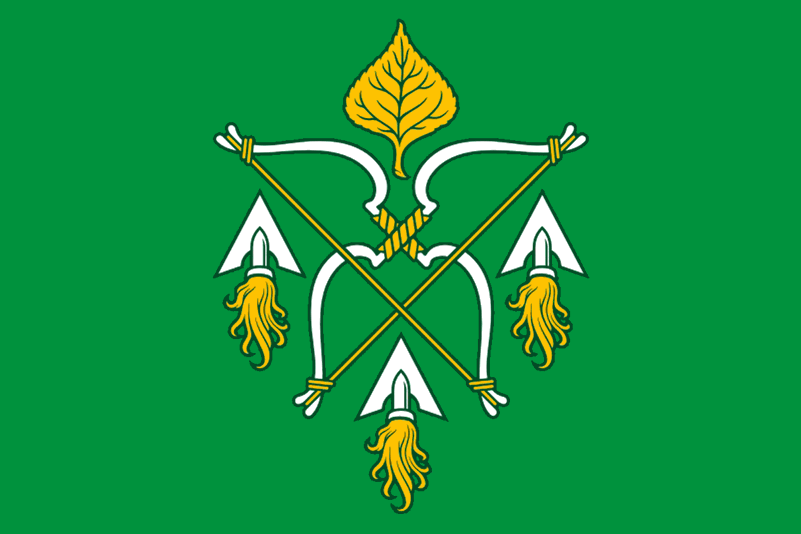
Uzavřené město Sibirskij (10) Poměr stran: 2:3

Rajóny

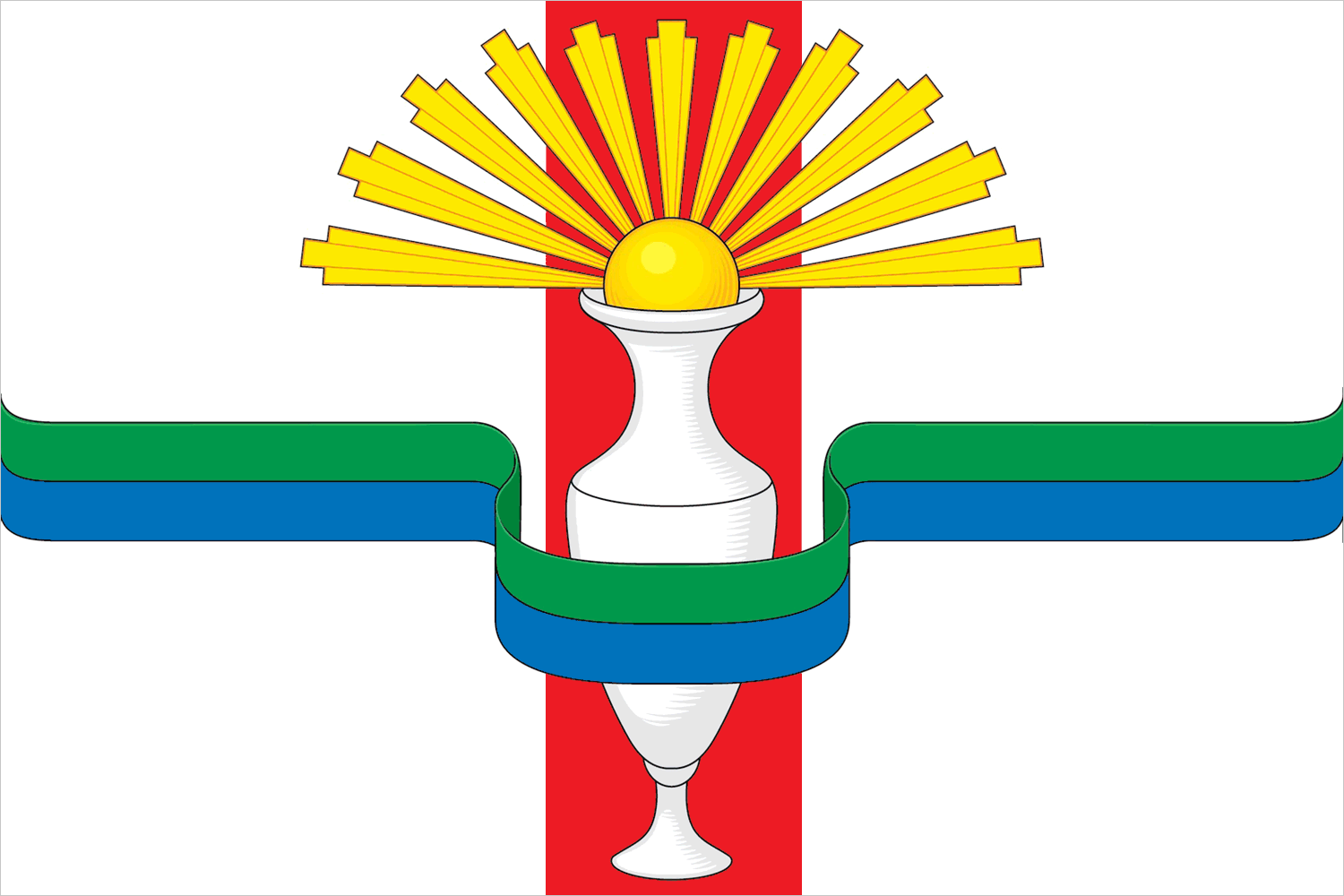
Jelcovský rajón (10) Poměr stran: 2:3
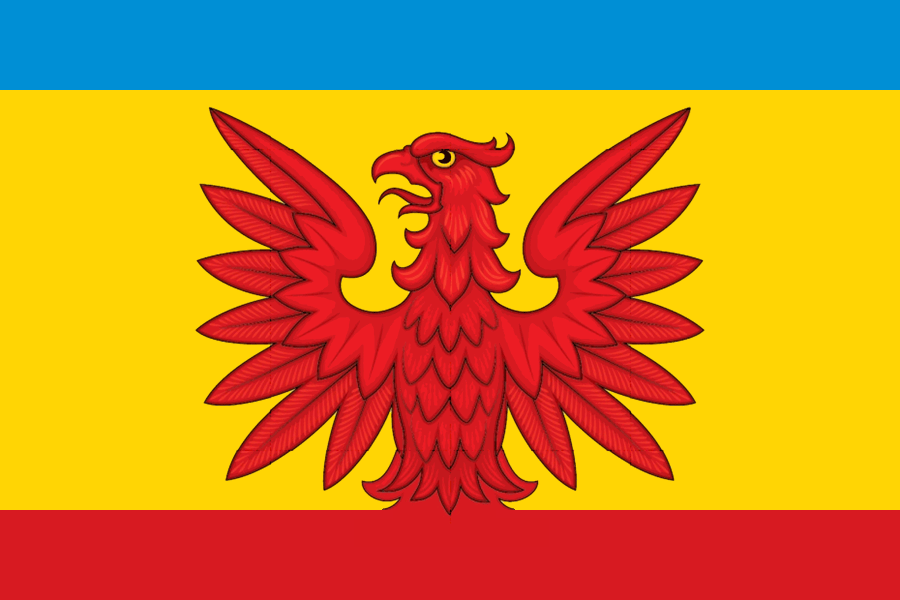
Německý národní rajón (29) Poměr stran: 2:3
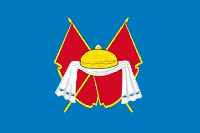
Pěrvomajský rajón (33) Poměr stran: 2:3
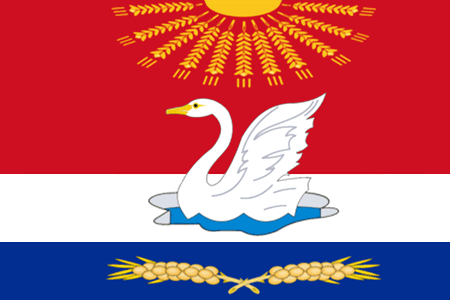
Sovětský rajón (41) Poměr stran: 2:3
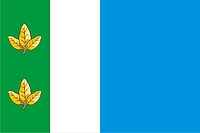
Tjumencevský rajón (51) Poměr stran: 2:3
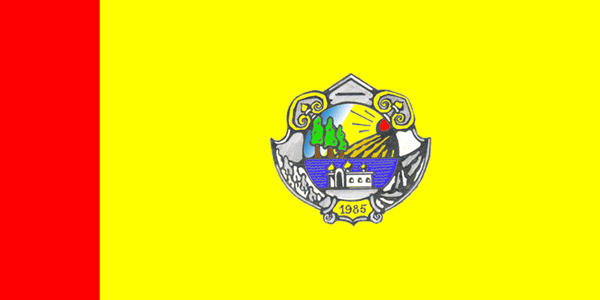
Šelabolichinský rajón (58) Poměr stran: 1:2
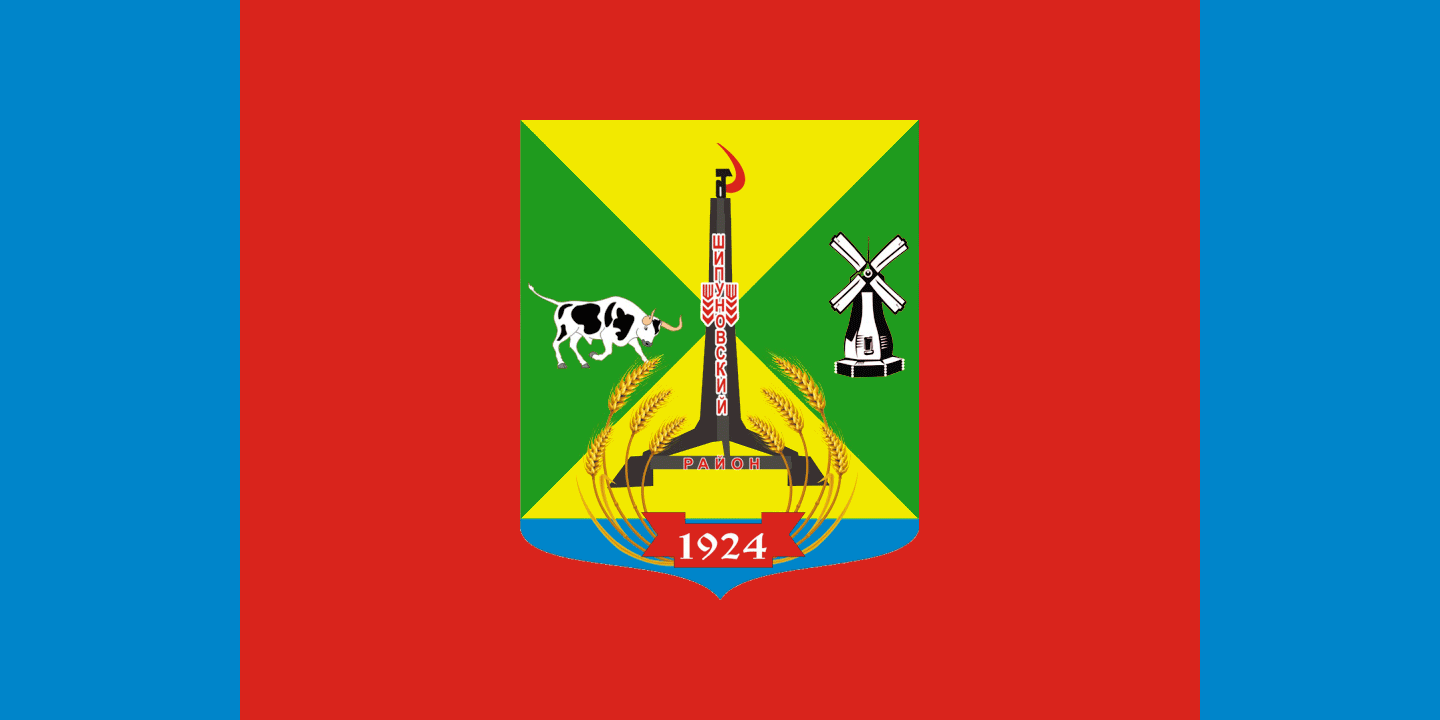
Šipunovský rajón (59) Poměr stran: 1:2